# Akiyoshi Yoshida
Akiyoshi Yoshida (吉田 昭義 Yoshida Akiyoshi?), född 8 september 1966 i Nagasaki prefektur, är en japansk tidigare fotbollsspelare.
Yoshida började sin karriär 1985 i Toyota Motors (Nagoya Grampus Eight). Han avslutade karriären 1994.